# たくま朋正
たくま 朋正（たくま ともまさ、1972年7月16日 - ）は、日本の漫画家。奈良県出身。
『鉄コミュニケイション』はテレビアニメ化された。

## 主な作品

### 漫画
- PSYCHO DELICIOUS（茜新社にんじんコミックス刊、全1巻 / メディアワークスMDコミックス刊、全1巻)
- 鉄コミュニケイション（1998年 - 1999年、コミック電撃大王連載、電撃コミックス刊、原案：かとうひでお、全3巻）
- グレペリ（2004年、月刊少年ガンガン連載、ガンガンコミックス刊、全2巻）
- TRAIN+TRAIN（2000年 - 2003年、コミック電撃大王連載、電撃コミックス刊、全6巻）
- フレームセイバー（2005年 - 2006年、月刊コミックガム、ガムコミックス刊、全3巻）
- コードギアス ナイトメア・オブ・ナナリー（2006年 - 2009年、月刊コンプエース連載、角川コミックス・エース刊、全5巻）
- 天元突破グレンラガン 螺旋少年譚（2009年 - 2010年、月刊コンプエース連載、角川コミックス・エース刊、全1巻）
- コードギアス 漆黒の蓮夜（2010年 - 2013年、月刊少年エース連載、角川コミックス・エース刊、全7巻）
- ロードス島戦記〜灰色の魔女〜（2013年 - 2015年、コンプティーク連載、角川コミックス・エース刊、全3巻）
- 黒の創造召喚師（2015年 - 2016年、アルファポリス公式Web漫画連載、アルファポリスCOMICS刊、原作：幾威空、全1巻）
- BLACK MAGIC GHOST DRIVE（2016年 - 2017年、画楽ノ杜（現在のＺ）連載、集英社ホームコミックス刊、原作：士郎正宗、全2巻）
- 怪人二十面相 - 少年探偵シリーズ（2017年 - 2018年、WEBコミックガム連載、ガムコミックスプラス刊、原作：江戸川乱歩、上下巻）
- 槍使いと、黒猫。（2018年 - 2022年、コミックファイア連載、HJコミックス刊、原作：健康、全3巻）
- 航宙軍士官、冒険者になる（2018年 - 、WEBデンプレコミック（現・電撃コミック レグルス）連載、原作：伊藤暖彦、既刊8巻）
- 追放された没落令嬢は拳ひとつで異世界を生き延びる（2022年 -、ぶんか社BKコミックス電子書籍、原作：北十五条東一丁目『白銀のヘカトンケイル』、既刊2巻）

### キャラクターデザイン
- ROOMMATE（データム・ポリスター）
- ルーキーズ（原画、原案も担当）（海月製作所）（現：ジェリーフィッシュ）

### その他
- 『デジ絵の文法』出演